# Francisco Márquez
Francisco de Borja Jesús Benito Márquez Paniagua (Guadalajara, 8 de octubre de 1834 - Ciudad de México, 13 de septiembre de 1847) fue uno de los seis cadetes del Heroico Colegio Militar que actualmente son conocidos como los Niños Héroes.
Aun cuando algunos autores contemporáneos, al hablar del joven héroe dicen: se desconoce la fecha exacta de su nacimiento, probablemente en la ciudad de Guadalajara. De acuerdo a lo publicado por el historiador tapatío Ricardo Lancaster-Jones y Verea en 1947, se puede comprobar la fecha exacta de nacimiento de este importante personaje, que nació el día 8 de octubre de 1834 y fue bautizado el siguiente 18 de octubre del mismo año, en la Iglesia Parroquial del Sagrario de Guadalajara, Jalisco con los nombres Francisco de Borja Jesús Benito, fueron padrinos sus abuelos maternos, Gerónimo Paniagua y María Prudencia Falcón. Pasó a residir a la Ciudad de México donde recibió la Confirmación, siendo sus padrinos, el futuro Gral. Leonardo Márquez y su madre Micaela Paniagua. En su expediente de ingreso al Heroico Colegio Militar, se menciona que su madre, Micaela Paniagua, estaba casada para esa fecha con el Capitán de Caballería Francisco Ortiz.
Ingresó al Colegio Militar el 14 de enero de 1847 en la primera Compañía de Cadetes. Durante la Batalla de Chapultepec fue integrante de la misma compañía de cadetes y generales. Una nota incluida en su expediente personal precisa que su cadáver, con varios impactos de bala, fue encontrado al lado del cuerpo de Juan Escutia, al este de la colina. Fue el cadete más joven de los seis cadetes que murieron en defensa del Castillo de Chapultepec durante la Invasión estadounidense a México. 
Actualmente, el nombre de Francisco Márquez Paniagua se halla inscrito en la lista de Personajes Ilustres de Jalisco en la página web oficial del Gobierno del Estado.